# Ben Davies (futbolista nacido en 1995)
Benjamin Keith Davies (Barrow-in-Furness, Inglaterra, 11 de agosto de 1995), conocido deportivamente como Ben Davies, es un futbolista británico que juega como defensa en el Rangers F. C. de la Scottish Premiership.

## Trayectoria

### Preston North End
Davies llegó al fútbol base del Preston North End después de ser visto jugando para el Furness Rovers a los 11 años. Hizo su debut con el primer equipo en el empate en casa 2-2 contra el Coventry City el 26 de enero de 2013 a la edad de 17 años, completando 83 minutos antes de ser reemplazado por David Buchanan. Durante el partido, proporcionó una asistencia para el gol del empate en el minuto 60 de Nicky Wroe y recibió una tarjeta amarilla por una falta sobre Cyrus Christie. Recibió elogios del gerente del Preston, Graham Westley, quien comparó la transición de Davies al primer equipo con la de George Boyd del Stevenage. Davies mantuvo su lugar para el próximo partido en casa contra el Shreswbury Town. Su segundo partido no fue tan bien como su debut, concediendo un penalti en el minuto 90 (por el cual recibió una amonestación), haciendo falta a Marvin Morgan en el área de penalti. Fue sustituido poco después por Paul Huntington, el Preston finalmente perdió el partido. Firmó un contrato profesional de un año en Preston, con la opción de prorrogarlo por un segundo año, en mayo de 2013, después de ser nombrado como el club's Scholar of the Year (becario anual del club) para la temporada 2012-13.
Davies se unió al York City de la English Football League Two el 19 de julio de 2013 con un préstamo de un mes. Hizo su debut en una victoria en casa por 1-0 sobre Northampton Town el 3 de agosto de 2013, en el primer partido de 2013-14. El 15 de agosto de 2013, su préstamo se extendió hasta enero de 2014, habiendo aparecido en los dos primeros partidos del York. Firmó una extensión de contrato por dos años al final de la temporada. Jugó 47 veces y se clasificó para los play-offs de la EFL League Two, pero perdió 1-0 ante el Fleetwood Town en la semifinal.
Se unió al Tranmere Rovers el 19 de septiembre de 2014 cedido por un mes e hizo su debut un día después en una derrota en casa por 2-1 ante el Exeter City. Jugó en cuatro partidos para el Tranmere, regresando a Preston una vez que el préstamo terminó el 22 de octubre de 2014. Fichó por el Southport de la Liga Nacional el 11 de septiembre de 2015 con un mes de préstamo, e hizo su debut. un día después en una derrota fuera de casa por 2-1 ante el Forest Green Rovers. Davies fue retirado por el Preston el 20 de octubre de 2015 para proporcionar cobertura a los jugadores defensivos lesionados, habiendo hecho nueve apariciones para el Southport.
El 7 de enero de 2016, Davies se unió al Newport County de la League Two con un préstamo juvenil de un mes, posteriormente extendido hasta finales de 2015-16. Hizo 19 apariciones en la liga con el Newport.
El 2 de enero de 2017, Davies se unió al Fleetwood Town de la League One en calidad de préstamo por el resto de 2016-17. Hizo su debut con el club el mismo día, comenzando una victoria a domicilio por 1-0 sobre el Shrewsbury Town. Hizo 22 apariciones en la liga para el Fleetwood Town y anotó una vez mientras se clasificaban para los play-offs, aunque el Fleetwood fue eliminado por Bradford City en la semifinal. Davies firmó un nuevo contrato de tres años en julio de 2017. Firmó un nuevo contrato de tres años y medio en marzo de 2018. Davies ganó el permiso Preston's Young Player of the Year (Jugador joven del año del Preston) para la temporada 2017-18. Ganó el premio al Preston's Player of the year (Jugador del año del Preston) para la temporada 2018-19, así como el premio al Sir Tom Finney Player of the Year (Jugador del año Sir Tom Finney).

### Liverpool
El 1 de febrero de 2021 fichó por el Liverpool F. C. firmando un contrato a largo plazo por una tarifa no revelada. Se informó que era una tarifa inicial de 500 000 de euros, más 1,1 millones en complementos relacionados con el rendimiento. Sepp van den Berg también se movió en dirección opuesta cedido por el resto de la temporada como parte del trato. En el mes de agosto, sin haber llegado a jugar ningún partido oficial, fue cedido al Sheffield United F. C. Tras este préstamo fue vendido al Rangers F. C.
En agosto de 2024 regresó al fútbol inglés después de ser cedido al Birmingham City F. C. para lo que restaba de temporada.

## Clubes
| Club                             | País       | Año       |
| -------------------------------- | ---------- | --------- |
| Preston North End F. C.          | Inglaterra | 2013-2021 |
| York City F. C. (cedido)         | Inglaterra | 2013-2014 |
| Tranmere Rovers F. C. (cedido)   | Inglaterra | 2014      |
| Southport F. C. (cedido)         | Inglaterra | 2015      |
| Newport County A. F. C. (cedido) | Inglaterra | 2016      |
| Fleetwood Town F. C. (cedido)    | Inglaterra | 2017      |
| Liverpool F. C.                  | Inglaterra | 2021-2022 |
| Sheffield United F. C. (cedido)  | Inglaterra | 2021-2022 |
| Rangers F. C.                    | Escocia    | 2022-     |
| Birmingham City F. C. (cedido)   | Inglaterra | 2024-2025 |

## Palmarés

### Títulos nacionales
| Título                     | Club          | País    | Año     |
| -------------------------- | ------------- | ------- | ------- |
| Copa de la Liga de Escocia | Rangers F. C. | Escocia | 2023-24 |